# Le Téléjournal Grand Montréal 18 h
Le Téléjournal Grand Montréal 18 h (anciennement Le Téléjournal 18 h durant la saison 2010-2011 et Le Téléjournal-Montréal auparavant) est un bulletin d'information locale, nationale et internationale de la télévision de Radio-Canada diffusé dans la région du Grand Montréal en semaine à 18 heures. L'émission est animée par Patrice Roy.
Le bulletin autrefois appelé Montréal ce soir puis très courtement Aujourd'hui, a été rebaptisé en 2004 Le Téléjournal-Montréal à la suite de l'uniformisation des bulletins de la Société Radio-Canada, puis Le Téléjournal 18 h le 30 août 2010. Le 22 août, il est renommé Le Téléjournal Grand Montréal 18 h. 

## Format
Diffusé la première fois en 1994 sous le nom de Montréal ce soir, le bulletin d'une heure rend compte de l'actualité montréalaise mais aussi nationale et internationale de la journée. Des segments sont consacrés à la circulation automobile, à la météo et aux sports.
De nouveaux segments sont apparus durant la saison 2010-2011 comme les nouvelles économiques présentées par Gérald Fillion ainsi que les nouvelles du web présentées par Philippe Schnobb. De plus, Le Téléjournal 18 h utilise quotidiennement sa page Facebook pour communiquer avec ses téléspectateurs et proposer des sondages au cours du bulletin.

## Présentateurs
Voici la liste des animateurs qui ont été à la barre de l'émission ces dernières années.
| Années       | Animateur                                                                      | Titre de l'émission à l'époque     |
| ------------ | ------------------------------------------------------------------------------ | ---------------------------------- |
| 1994-1997    | Simon Durivage                                                                 | Montréal ce soir                   |
| 1997-1998    | Pierre Craig et Pascale Nadeau                                                 | Montréal ce soir                   |
| 1998-2001    | Pascale Nadeau                                                                 | Montréal ce soir                   |
| 2001-2002    | Raymond Saint-Pierre avec Pascale Nadeau (2001) puis Christine Fournier (2002) | Montréal ce soir                   |
| 2002-2003    | Raymond Saint-Pierre                                                           | Montréal ce soir                   |
| 2003-2004    | Simon Durivage                                                                 | Aujourd'hui                        |
| 2004-2008    | Pascale Nadeau                                                                 | Le Téléjournal Montréal            |
| 2008-2010    | Patrice Roy                                                                    | Le Téléjournal Montréal            |
| 2010-2011    | Patrice Roy                                                                    | Le Téléjournal 18 h                |
| 2011-présent | Patrice Roy                                                                    | Le Téléjournal Grand Montréal 18 h |

D'autres personnalités comme Christian Latreille et Philippe Schnobb ont également présenté le bulletin en tant que remplaçant.